# Peter Hiltunen
Timo Peter Hiltunen, född 8 augusti 1963 i Gamlestad Göteborg, är en svensk producent och filmfotograf.
Hiltunen studerade reklam på RMI-Berghs därefter tortsatte han studierna vid Fotohögskolans filmfotografiutbildning och Filmakademin i Göteborg. 

## Producent i urval
- 2000 – Före stormen
- 2002 – Farbror Franks resa
- 2003 – Lejontämjaren
- 2003 – Tillfällig fru sökes
- 2005 – Sex, hopp & kärlek
- 2005 – Uttagningen
- 2012 – Isdraken

## Filmfoto i urval
- 1994 – Snapshot
- 1997 – Flickan och dimman
- 1998 – Saknad
- 2000 – I skuggan av en tango